# Just Dance 2014
Just Dance 2014 là một trò chơi nhịp điệu được phát triển bởi Ubisoft Paris, hợp tác với Ubisoft Milan, Ubisoft Reflections, Ubisoft Bucharest, Ubisoft Pune và Ubisoft Montpellier. Đây là phần thứ năm trong sê-ri Just Dance và là phiên bản đầu tiên đặt tên theo số năm thay vì số thứ tự như các phiên bản trước. Nó đã được công bố tại sự kiện E3 2013 của Ubisoft và được phát hành cho PlayStation 3, Xbox 360, Wii và Wii U vào ngày 9 tháng 10 năm 2013 và cho PlayStation 4 và Xbox One vào ngày 15 tháng 11 và ngày 22 tháng 11 năm 2013.
Trò chơi đã giới thiệu một số tính năng mới, bao gồm hỗ trợ màn hình thứ hai mở rộng cho nền tảng Wii U và Xbox, khả năng ghi và chia sẻ video clip về trò chơi trên các nền tảng được hỗ trợ và nhiều người chơi trực tuyến thông qua chế độ "World Dance Floor".

## Cách chơi
Như các phần trước, người chơi phải bắt chước những động tác của vũ công trên màn hình với một bài hát đã chọn, ghi điểm dựa trên độ chính xác của họ.
Chế độ nhảy mới dành cho ba người cũng được thêm vào phiên bản này với tên"On Stage", trong đó người đứng giữa đóng vai trò hát chính và hai người bên cạnh nhảy phụ họa. Phiên bản dành cho Xbox One bao gồm bài nhảy "Kiss You" của One Direction lên tới 6 người. Tính năng "AutoDance" cho phép người dùng ghi lại đoạn phim 15 giây về trong quá trình nhảy của họ, sau đó có thể tải lên trang của web Just Dance TV hoặc chia sẻ lên mạng xã hội. Nếu có micrô, người chơi cũng có thể kiếm được điểm "Mojo" bằng cách hát theo lời bài hát chạy bên trái màn hình khi đang nhảy.
Chế độ chơi trực tuyến đã được thêm vào dưới tên "World Dance Floor", nơi người chơi cạnh tranh với nhau trên cùng một bài hát. Người chơi có thể tham gia bất cứ lúc nào, so tài điểm số của họ với những người chơi khác trong hoặc sau mỗi bài hát, đồng thời tăng cấp độ bằng cách chơi thường xuyên hơn. Người chơi có thể bình chọn để quyết định bài hát tiếp theo. Chế độ chơi trực tuyến cho Just Dance 2014 đã bị dừng vào ngày 19 tháng 11 năm 2018.
Các tính năng màn hình thứ hai có sẵn trên phiên bản Wii U và Xbox  bằng cách sử dụng Wii U GamePad hoặc Xbox SmartGlass; Người dùng có thể quản lý danh sách nhạc và động tác trong chế độ "Party Master". Máy ảnh của GamePad cũng có thể được sử dụng để ghi lại AutoDance và đóng vai trò là micrô cho để hát karaoke.

## Danh sách bài hát
Có tổng cộng 50 bài hát trong phiên bản này
| Tên bài hát                                        | Nghệ sĩ                                              | Năm  |
| -------------------------------------------------- | ---------------------------------------------------- | ---- |
| "#thatPOWER"                                       | will.i.am và Justin Bieber                           | 2013 |
| "99 Luftballons"                                   | Rutschen Planeten (bản gốc bởi Nena)                 | 1983 |
| "Alfonso Signorini (Eroe Nazionale)" (khu vực PAL) | Fedez                                                | 2013 |
| "Applause"                                         | Lady Gaga                                            | 2013 |
| "Aquarius/Let the Sunshine In"                     | The Sunlight Shakers (bản gốc bởi The 5th Dimension) | 1969 |
| "Blame It on the Boogie"                           | Mick Jackson (bản gốc bởi The Jacksons)              | 1978 |
| "Blurred Lines"                                    | Robin Thicke và Pharrell Williams                    | 2013 |
| "C'mon"                                            | Kesha                                                | 2012 |
| "Candy"                                            | Robbie Williams                                      | 2012 |
| "Careless Whisper"                                 | George Michael                                       | 1984 |
| "Could You Be Loved"                               | Bob Marley                                           | 1980 |
| "Dançando"                                         | Ivete Sangalo                                        | 2013 |
| "Danse (Pop Version)"                              | TAL                                                  | 2013 |
| "Feel So Right"                                    | Imposs và Konshens                                   | 2013 |
| "Feel This Moment"                                 | Pitbull và Christina Aguilera                        | 2013 |
| "Fine China"                                       | Chris Brown                                          | 2013 |
| "Flashdance... What a Feeling"                     | The Girly Team (bản gốc bởi Irene Cara)              | 1983 |
| "Follow the Leader"                                | Wisin & Yandel và Jennifer Lopez                     | 2012 |
| "Gentleman"                                        | PSY                                                  | 2013 |
| "Gimme! Gimme! Gimme! (A Man After Midnight)"      | ABBA                                                 | 1979 |
| "Get Lucky"                                        | Daft Punk và Pharrell Williams                       | 2013 |
| "Ghostbusters"                                     | Ray Parker, Jr.                                      | 1984 |
| "I Kissed a Girl"                                  | Katy Perry                                           | 2008 |
| "I Will Survive"                                   | Gloria Gaynor                                        | 1978 |
| "In the Summertime"                                | Mungo Jerry                                          | 1970 |
| "Isidora"                                          | Bog Bog Orkestar                                     | 1952 |
| "It's You"                                         | Duck Sauce                                           | 2013 |
| "Just a Gigolo"                                    | Louis Prima                                          | 1956 |
| "Just Dance"                                       | Lady Gaga và Colby O'Donis                           | 2008 |
| "Kiss You"                                         | One Direction                                        | 2013 |
| "Limbo"                                            | Daddy Yankee                                         | 2012 |
| "Love Boat"                                        | Frankie Bostello (bản gốc bởi Jack Jones)            | 1979 |
| "María"                                            | Ricky Martin                                         | 1995 |
| "Miss Understood"                                  | Sammie                                               | 2013 |
| "Moskau"                                           | Dancing Bros. (bản gốc bởi Dschinghis Khan)          | 1979 |
| "Nitro Bot"                                        | Sentai Express                                       | 2013 |
| "Pound the Alarm"                                  | Nicki Minaj                                          | 2012 |
| "Prince Ali"                                       | Disney's Aladdin (bản gốc bởi Robin Williams)        | 1992 |
| "Rich Girl"                                        | Gwen Stefani và Eve                                  | 2004 |
| "Safe and Sound"                                   | Capital Cities                                       | 2011 |
| "She Wolf (Falling to Pieces)"                     | David Guetta và Sia                                  | 2012 |
| "Starships"                                        | Nicki Minaj                                          | 2012 |
| "The Other Side"                                   | Jason Derulo                                         | 2013 |
| "The Way"                                          | Ariana Grande và Mac Miller                          | 2013 |
| "Troublemaker"                                     | Olly Murs và Flo Rida                                | 2012 |
| "Turn Up the Love"                                 | Far East Movement và Cover Drive                     | 2012 |
| "Waking Up in Vegas"                               | Katy Perry                                           | 2009 |
| "Where Have You Been"                              | Rihanna                                              | 2012 |
| "Wild"                                             | Jessie J và Big Sean                                 | 2013 |
| "Y.M.C.A"                                          | Village People                                       | 1978 |

### Nội dung tải về (DLC)
Các bài hát bổ sung trong Just Dance 2014 đã được phát hành dưới dạng nội dung tải xuống (DLC). Một số bài hát là DLC từ những phiên bản trước, một số bài là bản Thay thế (Alternate) và còn lại là những bài mới độc quyền trong Just Dance 2014 (in đậm).
| Tên bài hát                                       | Nghệ sĩ                               | Năm  | Ngày phát hành            |
| ------------------------------------------------- | ------------------------------------- | ---- | ------------------------- |
| "Roar"(Miễn phí)                                  | Katy Perry                            | 2013 | ngày 1 tháng 11 năm 2013  |
| "Pound the Alarm"("Extreme")                      | Nicki Minaj                           | 2012 | ngày 1 tháng 11 năm 2013  |
| "Can't Hold Us"                                   | Macklemore & Ryan Lewis và Ray Dalton | 2011 | ngày 1 tháng 11 năm 2013  |
| "Wake Me Up"(Bị xóa khỏi Xbox One)                | Avicii và Aloe Blacc                  | 2013 | ngày 1 tháng 11 năm 2013  |
| "What About Love"                                 | Austin Mahone                         | 2013 | ngày 26 tháng 11 năm 2013 |
| "American Girl"                                   | Bonnie McKee                          | 2013 | ngày 26 tháng 11 năm 2013 |
| "One Way or Another (Teenage Kicks)"              | One Direction                         | 2013 | ngày 26 tháng 11 năm 2013 |
| "Sexy and I Know It"                              | LMFAO                                 | 2011 | ngày 26 tháng 11 năm 2013 |
| "Blurred Lines"("Extreme")                        | Robin Thicke và Pharrell Williams     | 2013 | ngày 26 tháng 11 năm 2013 |
| "The Other Side"(Khu vực PAL)                     | Jason Derulo                          | 2013 | ngày 26 tháng 11 năm 2013 |
| "We Can't Stop" (Bị xóa trên mọi nền tảng)        | Miley Cyrus                           | 2013 | ngày 26 tháng 11 năm 2013 |
| "Dançando" (Khu vực PAL)                          | Ivete Sangalo                         | 2013 | ngày 17 tháng 12 năm 2013 |
| "Don't You Worry Child"                           | Swedish House Mafia và John Martin    | 2012 | ngày 17 tháng 12 năm 2013 |
| "I Need Your Love"                                | Calvin Harris và Ellie Goulding       | 2013 | ngày 17 tháng 12 năm 2013 |
| "Can't Get Enough"                                | Becky G và Pitbull                    | 2013 | ngày 17 tháng 12 năm 2013 |
| "My Main Girl"                                    | MainStreet                            | 2013 | ngày 17 tháng 12 năm 2013 |
| "Gangnam Style" (DLC từ Just Dance 4)             | PSY                                   | 2012 | ngày 17 tháng 12 năm 2013 |
| "Applause" (Vũ đạo gốc)                           | Lady Gaga                             | 2013 | ngày 17 tháng 12 năm 2013 |
| "#thatPOWER" (Phiên bản Trình diễn trên Sân khấu) | will.i.am và Justin Bieber            | 2013 | ngày 17 tháng 12 năm 2013 |
| "Timber"                                          | Pitbull và Kesha                      | 2013 | ngày 11 tháng 2 năm 2014  |
| "Just Dance"(Phiên bản Thể dục)                   | Lady Gaga và Colby O'Donis            | 2008 | ngày 11 tháng 2 năm 2014  |
| "Die Young" (DLC từ Just Dance 4)                 | Kesha                                 | 2012 | ngày 11 tháng 2 năm 2014  |
| "Rock N Roll"                                     | Avril Lavigne                         | 2013 | ngày 11 tháng 2 năm 2014  |
| "Funhouse"(DLC từ Just Dance 4)                   | Pink                                  | 2009 | ngày 25 tháng 3 năm 2014  |
| "Part of Me"(DLC từ Just Dance 4)                 | Katy Perry                            | 2012 | ngày 25 tháng 3 năm 2014  |
| "Moves Like Jagger"(từ Just Dance 4)              | Maroon 5 và Christina Aguilera        | 2011 | ngày 22 tháng 4 năm 2014  |
| "Beauty and a Beat"(từ Just Dance 4)              | Justin Bieber và Nicki Minaj          | 2012 | ngày 22 tháng 4 năm 2014  |
| "We R Who We R"(DLC từ Just Dance 4)              | Kesha                                 | 2010 | ngày 22 tháng 4 năm 2014  |
| "One Thing"(DLC từ Just Dance 4)                  | One Direction                         | 2012 | ngày 22 tháng 4 năm 2014  |
| "Waking Up in Vegas"                              | Katy Perry                            | 2009 | ngày 22 tháng 4 năm 2014  |
| "The World Is Ours"                               | David Correy và Monobloco             | 2014 | ngày 6 tháng 5 năm 2014   |

## Đón nhận
IGN ca ngợi Just Dance 2014 ''tiếp tục tập trung vào lợi thế là một "Party Game" và so sánh sự phức tạp hơn với Dance Central, Just Dance 2014 ''dễ tiếp cận, ngớ ngẩn, và sáng tạo'. Chế độ "On Stage"mới khá hấp dẫn, được đầu tư kỹ lưỡng hơn so với những phiên bản trước và các bài hát đang có chiều hướng thiên về nhạc hiện đại. Cuối cùng, IGN cho trò chơi điểm 7.9 trên 10, và giải thích rằng "Just Dance 2014 không gây áp lực và không đòi hỏi kỹ năng nhiều. Bạn chỉ cần mời bạn tới và cùng chơi, bất kể bạn là ai và bất cứ loại nhạc nào. Thật là ngớ ngẩn, sáng tạo và cũng đầy màu sắc, dựa vào vũ đạo để gợi lên một bầu không khí tiệc tùng khiến mọi người thoải mái."